# Élia (gente)

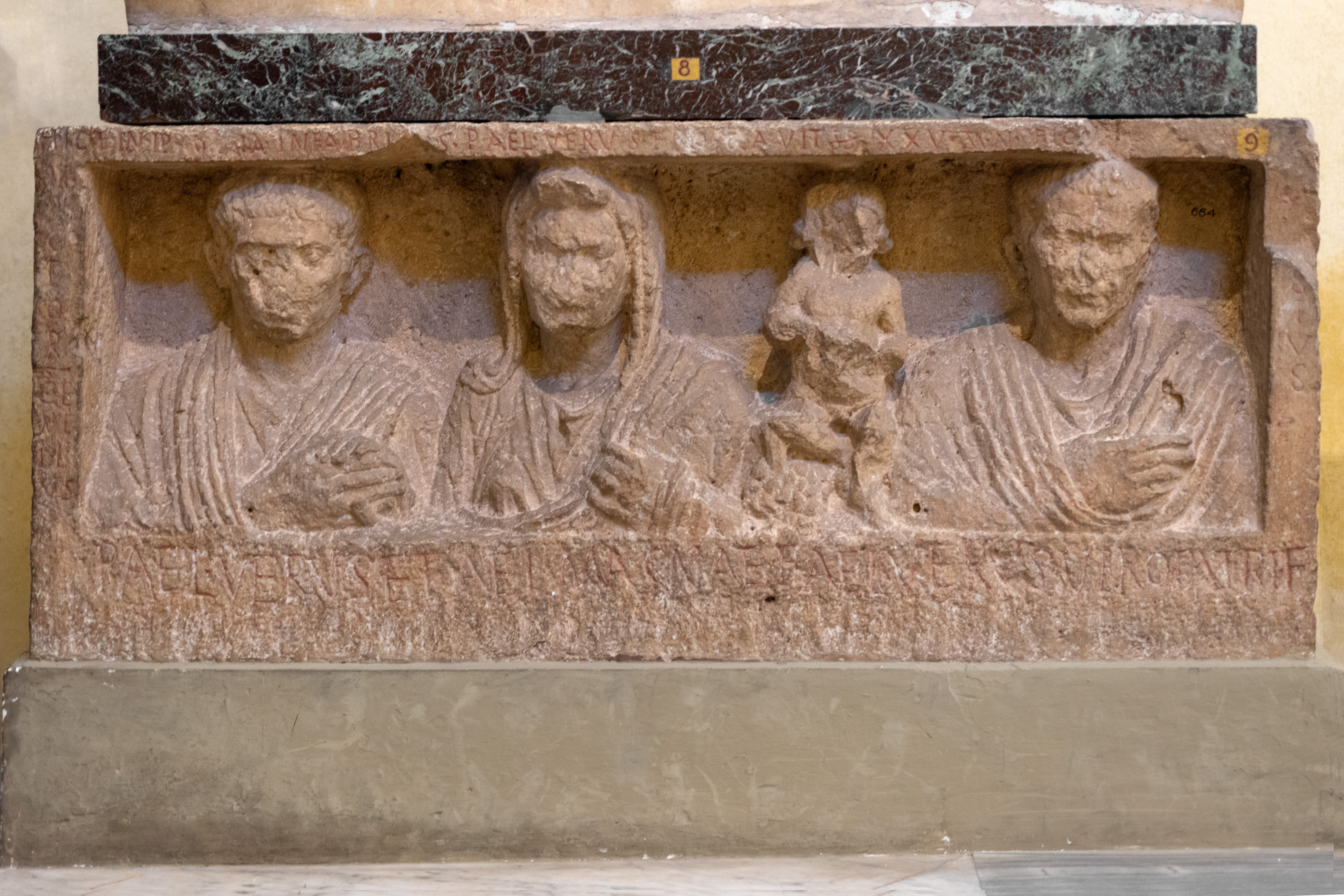
Relevo sepulcral dos Élios do fim do século I. a.C. Descoberto em 1807 no vinhedo Corsi, na Via Ápia, túmulo de Públio Élio Vero. Atualmente localizado no Museu do Vaticano, Museu Chiaramonti, Galeria, Seção LVIII.

A gente Élia (em latim: Aelius ou Ailia) foi uma família plebeia em Roma, que prosperou do século V a.C. até pelo menos o século III d.C., totalizando quase oitocentos anos. A grafia arcaica Ailia aparece em moedas, mas não deve ser confundida com Allia, que é uma família (ou gens) distinta. O primeiro membro célebre da família a alcançar o consulado foi Públio Élio Peto em 337 a.C.
Durante o império, o nome Aelian tornou-se ainda mais famoso. Ele foi o nome do imperador Adriano, e, consequentemente, dos Antoninos, que ele adotou. Vários marcos construídos por Adriano também levam o nome Aelius. A Pons Aelius é uma ponte em Roma, atualmente conhecida como Ponte Sant'Angelo. Pons Aelius também se refere a um assentamento romano em Britânia Inferior, que agora é o local de Newcastle upon Tyne, enquanto Élia Capitolina foi uma colônia romana erguida sobre as ruínas de Jerusalém.
Nas moedas de Élia de 224 a.C., o 'H' pode representar Hatria ou Herdonia.

## Praenomina
Os Aelii costumavam usar os praenomina Públio, Sexto, Quinto e Lúcio. Há também um exemplo de Caio entre os primeiros membros da gens.

## Ramos e cognomina
Os sobrenomes e nomes da gente Élia incluem Cato, Galo, Gracilis, Lamia, Ligur, Peto, Staienus, Stilo e Tubero. Os únicos cognomina encontrados em moedas são Bala (pouco conhecido), Lamia, Peto e Sejano. Sejano foi um favorito do imperador Tibério, que foi adotado por um dos Aelii.

## Membros

### Aelii Paeti
- Públio Élio, um dos primeiros quaestors plebeus, em 409 a.C.[3]
- Públio Élio Peto, consul em 337 a.C., e um dos primeiros augures plebeus em 300 a.C.
- Lúcio Élio Peto, aedile plebeu em 296 a.C.[4]
- Caio Élio Peto, consul em 286 a.C.[5]
- Quinto Élio Peto, um pontífice que morreu na Batalha de Canas, em 216 a.C. Ele havia sido candidato ao consulado naquele ano.[6]
- Públio Élio Q. f. Peto, um jurista renomado, consul em 201 a.C.
- Sexto Élio Q. f. Peto Cato, um jurista proeminente, consul em 198 a.C.
- Quinto Élio P. f. Q. n. Peto, pretor em 170 a.C., e consul em 167.
- Públio Élio Peto, triumvir monetalis em 138 a.C.[7]

### Aelii Tuberones
- Públio Élio Tubero, pretor em 201 e 177 a.C.
- Quinto Élio Tubero, tribuno da plebe em 194 a.C., propôs a criação de colônias entre os Bruttii e Thurii, e designou um comissário para a fundação da última colônia.[8]
- Quinto Élio Tubero, serviu sob seu sogro, Lúcio Emilio Paulo, na guerra contra Perseu em 168 a.C.
- Quinto Élio Q. f. Tubero, um jurista, pretor em 123 e cônsul sufecto (consul suffectus) em 118 a.C.
- Lúcio Élio Tubero, amigo e parente de Cícero.
- Quinto Élio Tuberão, um jurista, e possivelmente a mesma pessoa que o consul de 11 a.C.

### Aelii Lamiae
- Lúcio Élio Lamia, um homem de Ordem equestre, que ajudou Cicero na supressão da segunda conspiração de Catilina. Ele foi banido por seus esforços em 58 a.C., mas foi posteriormente chamado de volta. Ele apoiou Júlio César durante a Segunda Guerra Civil da República Romana, e serviu como aedile em 45 a.C.. Ele foi pretor eleito para 43 a.C., mas morreu em circunstâncias incomuns e trágicas.[i][11]
- Lúcio Élio L. f. Lamia, amigo de Horace, foi consul em 3 d.C. Ele foi nomeado governador da Síria por Tibério, mas nunca teve permissão para administrar sua província. Ele sucedeu Lúcio Calpúrnio Piso como Prefeito urbano após a morte deste em 32 d.C., mas morreu no ano seguinte, recebendo um funeral de censor.[12][13][14]
- Lúcio Élio Pláucio Lamia Eliano, consul sufecto em 80 d.C., durante o reinado de Tito. Ele se casou com Domícia Longina, filha de Cneu Domício Córbulo, mas Domiciano a tornou sua amante, e depois se casou com ela, fazendo Lamia ser executado.[15][16][17]

### Aelii Marullini et Hadriani
- Públio Élio Marullino, bisavô do imperador Adriano, tornou-se o primeiro senador da família, quando foi admitido no senado por Augusto durante o Segundo Triunvirato.[18]
- Públio Élio P. f. Marullino, o trisavô de Adriano.
- Públio Élio P. f. P. n. Marullino, o avô de Adriano.
- Públio Élio P. f. P. n. Adriano Marulino, um senador, e o avô de Adriano.
- Élio P. f. P. n. Adriano, irmão de Marulino, segundo a Historia Augusta, ele era um astrólogo que profetizou que seu sobrinho-neto Adriano um dia se tornaria imperador.[19]
- Públio Élio Adriano Afer, um senador, e pai de Adriano.
- Aelia P. f. P. n., presumida tia de Adriano, e mãe de Lúcio Dasumius Adriano.[20]
- Públio Élio Adriano, imperador de 117 a 138 d.C.
- Élia P. f. P. n. Domitia Paulina, irmã de Adriano.
- Lúcio Élio César, adotado por Adriano, foi consul em 137 d.C.
- Tito Élio Adriano Antonino Pio, adotado por Adriano, foi imperador de 138 a 161 d.C.
- Marcus Élio Aurélio Vero César, geralmente conhecido como "Marcus Aurelius", foi adotado por Antonino Pio, e imperador de 161 a 180 d.C.
- Lúcio Élio Aurélio Cómodo, mais conhecido como "Lúcio Vero", foi adotado por Antonino Pio, e imperador junto com Marco Aurélio de 161 a 169 d.C.
- Lúcio Élio Aurelius Cómodo, filho de Marco Aurélio, foi imperador de 176 a 192 d.C.

### Outros
- Élia, a segunda esposa de Sulla.
- Públio Élio Ligus, consul em 172 a.C.[1]
- Lúcio Élio Stilo Praeconino, um gramático, e professor de Varro e Cicero.
- Élio Ligur, Tribuno da Plebe em 57 a.C., se opôs ao chamado de Cícero, segundo o qual, ele havia assumido um sobrenome ao qual não tinha direito.[21]
- Élio Promoto, um médico em Alexandria, talvez durante o primeiro século a.C.
- Caio Élio Galo, governador do Egito sob Augusto.
- Sexto Élio Cato, consul em 4 d.C., sogro de Claudius.
- Élia Pecina, a segunda esposa de Claudius.
- Élio Téon, um sofista do primeiro século.
- Élio Cato, um comandante, possivelmente o mesmo que Sexto Élio Cato.
- Lúcio Élio Sejano, prefeito pretoriano sob o imperador Tiberius, obteve grande parte da autoridade do estado romano, mas foi repentinamente destituído de seus poderes e honrarias, e executado durante seu consulado em 31 d.C.
- Lúcio Élio Oculato, consul sufecto de maio a junho em 73 d.C.[22]
- Lúcio Élio Magno, nomeado duumvir em Pompéia por ordem de Nero, após ajudar a reconstruir a cidade após um terremoto. Uma carta de amor para sua esposa, Plotilla, é atestada em uma inscrição em um edifício agora chamado "Casa di Plotilla".[23][24][25]
- Élio Aristides, um orador do segundo século.
- Públio Élio Fortunato, um pintor do segundo século.
- Élio Dionysius, um retórico grego durante o reinado de Hadrian.
- Élio Marciano, um jurista do início do século III.
- Marcus Élio Aurelius Téon, governador da Arabia Petraea entre 253 e 259.[26]
- Élio Spartianus, supostamente um historiador, e um dos autores da Historia Augusta. As vidas de vários imperadores de Adriano a Caracala são atribuídas a ele.
- Élio Donato, um gramático e professor de retórica do século IV.